# Freelancer (videohra)
Freelancer je vesmírný simulátor vyvinutý Digital Anvil a Microsoft Game Studios. Hra byla původně oznámena Chrisem Robertsem v roce 1999 a po mnoha výrobních změnách a nehodách, po kterých Microsoft odkoupil Digital Anvil, byla hra vydána až 4. března 2003.
Hra umožňuje navštěvovat několik desítek hvězdných systémů, zapojit do bojů s jinými piloty, pomáhat transportovat obchodní konvoje, či se jako obchodník k nějakému připojit nebo vydělávat samotným pirátstvím. K navštívení lákají desítky planet a stanic, ve kterých se dá sehnat práce, výbava a komodity. V Singleplayeru Vás příběh vrazí do role Edisona Trenta, který má ve sledu několika misí porazit tajemnou sílu zužující Sirius Sektor. Jak příběh pokračuje, omezení pro hráčovu činnost se postupně uvolňují a úplná svoboda je nabídnuta okamžitě po dokončení kampaně.
Další možností je multiplayer, kde hráč okamžitě získává absolutní svobodu nad svými činy.
Roberts původně sliboval featurky jako multiplayer až o 1000 hráčích, automatické letové manévry a například dynamickou ekonomiku. Nakonec byl ale Freelancer ořezán do finální podoby tak, jak ho známe.

## Gameplay
Hra je označována jako bojová akční hra s prvky roleplay. Hra začíná na Planetě Manhattan, bez lodi, bez peněz, bez domova, bez práce. Vaše jméno je Edison Trent, nájemný pilot, který přežil útok na Freeport7. Dostanete malou loď a šup do víru akce. První, co uvidíte, je první příběhová mise a zároveň tutoriál. Standardní nastavení kamery je pohled třetí osoby, díky kterému získáváte dobrý přehled o okolním dění. Pilotovat můžete 3 typy lodí: Light Fightery, Heavy Fightery a Freightery.
Hra je plně ovladatelná pomocí myši a klávesnice. Chcete-li udat směr letu, prostě pohnete v žádaném směru myší, chcete-li někoho zaměřit, stačí na něj kliknout, chcete-li střílet, jednoduše pomocí myši zaměříte cil a stisknete pravé myšidlo. Cíle mimo obrazovku jsou označeny šipkou, čímž odpadá přítomnost leckdy zbytečně složitého radaru. Díky „informačním“ oknům můžete kdykoliv zjistit, jaký je stav Vašich zbraňových systémů, jaké se kolem Vás pohybují lodě a frakce, jestli náhodou není někde na dosah planeta či stanice. V ikonkách lemujících horní okraj obrazovky naleznete užitečné věci jako autopilota, možnost udržovat se s někým ve formaci, číst si poslední zaznamenané zprávy, kontrolovat mapu čí inventář a vaši reputaci mezi mnoha frakcemi.
Hráči mají spoustu možností, jak vybavit svou loď, přičemž platí, že čím větší úroveň, tím lepší loď a výbava ke koupi. Obtížnosti misí se mění podle lokací a regionů, kterými budete prolétat. Samozřejmě, že čím vyšší bude odměna, tím bude úkol náročnější.
V Sirius Sektoru je známých 48 systémů, mezi kterými hráč může volně cestovat pomocí JumpGate, tedy skokových bran nebo pomocí Jumphole, tedy skokových děr. Uvnitř systému se pak hráč pohybuje pomocí vlastních motorů nebo takzvaných TradeLane – vesmírných dálnic – které umožňují rychle přesun z bodu A do bodu B. Můžete navštěvovat stanice, planety, doly, hledat vraky lodí, prolétávat poli asteroidů nebo trosek, či mlhovinami, kterých je všude víc než dostatek.
Příběh začíná 800 let po událostech ze hry Starlancer. Dvě lidské frakce – Alliance a Coalition – byly ve válce. Důvod, proč vlastně tahle válka začala, si už nikdo nepamatuje. Když začínalo být jasné, že Koalice vyhrává, vyslala Aliance 5 kolonizačních lodí (Bretonia ze Spojeného království Viktoriánské éry, Liberty ze Spojených států amerických, Rheinland z Porýní uprostřed druhé průmyslové revoluce v Německu, Kusari jako vyslance Japonského Šogunátu a Hispania, o níž se dochovalo jen, že během cesty havarovala a z potomků původní posádky se stali piráti) do Sirius sektoru doufaje, že se nově vzniklé společenství se vyvaruje válek. Ovšem chyba byla, že každá z 5 lodí vezla jiný národ...

## Charaktery
Hráč se dostává, jak už bylo řečeno, do role Edisona Trenta. Vývojáři bohužel nepřipustili jakékoliv editování, aby se upevnila jeho osobnost. Naštěstí jak budete hrát, záleží pouze na Vašem rozhodnutí. Můžete být obchodník, policajt, voják, pirát nebo třeba lovec odměn. Jak postupně postupujete hrou, potkáváte různé postavy jako například Velitelku Liberty Security Force (LSF) Jun'ko Zane, xenoarcheologa Profesora Roland Quintaine a hlavu tajné organizace Caspera Orilliona.
Ostatní NPC jsou přiřazovány k různým frakcím. Každá frakce má své spojence a nepřátele a podle toho, s kým se přátelíte Vy, se k Vám chová.